# Káto Eláti
Káto Eláti är en ort i Grekland.   Den ligger i prefekturen Trikala och regionen Thessalien, i den centrala delen av landet, 250 km nordväst om huvudstaden Aten. Káto Eláti ligger 115 meter över havet och antalet invånare är 219.
Terrängen runt Káto Eláti är platt österut, men västerut är den kuperad. Terrängen runt Káto Eláti sluttar österut. Runt Káto Eláti är det ganska glesbefolkat, med 42 invånare per kvadratkilometer. Närmaste större samhälle är Trikala, 7,7 km öster om Káto Eláti. Trakten runt Káto Eláti består till största delen av jordbruksmark.